# Эсмонд, Карл
Карл Э́смонд (англ. Carl Esmond; 14 июня 1902, Вена — 4 декабря 2004, Брентвуд, Калифорния) — немецко-американский актёр театра, кино и телевидения. Долгожитель.

## Биография
Карл Симон (настоящее имя актёра) родился 14 июня 1902 года (по другим данным — 14 января 1905 года или 14 января 1908 года) в Вене. Учился в Венском университете музыки и исполнительского искусства, с 1933 года начал сниматься в немецких кинофильмах. В 1937 году он, как и многие немецкие евреи, бежал от поднимающего голову нацизма в Англию, а оттуда в январе 1938 года прибыл в США. В посадочном талоне на корабль он указал свой возраст как 33 года (т. е. 1904 года рождения), а в заявлении на натурализацию указал своим годом рождения 1902. Начал играть в театрах, сниматься в американских кинофильмах, а позднее и в телефильмах и телесериалах. Был известен под актёрскими псевдонимами Вилли Эйхбергер (согласно некоторым источникам это было его настоящее имя), Чарльз Эсмонд и в итоге актёр остановился на Карл Эсмонд. В 1943 году получил гражданство США. Эсмонд активно снимался до 1967 года, а после лишь разово появлялся на экранах в 1970, 1972, 1977 и 1985 годах в шести эпизодах пяти сериалов и одном телефильме.
Гладкий, ухоженный, с тонкими усиками актёр обычно играл образованных романтиков и вежливых злодеев, а также гнусных немецких офицеров. Поскольку в США в то время действовало неформальное правило «Не-американец может играть любого иностранца», Эсмонду часто давали роли не только немцев, но и голландцев, французов, русских и других.
Был женат на литературном агенте по имени Руфь Тауб (1911—2015), которая тоже была долгожительницей. Детей у пары не было.
Карл Эсмонд скончался 4 декабря 2004 года в возрасте 102 лет в Брентвуде (Лос-Анджелес, Калифорния).

## Театр
- 1937 — Королева Виктория / Victoria Regina — принц Альберт. Театр «Лирик»[англ.][6].
- 1957 — Четыре ветра / Four Winds — Аксель Дурн. Бродвей.

## Избранная фильмография
За свою кинокарьеру длиной 52 года (1933—1985, с заметными перерывами) Эсмонд снялся в 91 фильмах и сериалах. Первые 16 из них (1933—1936) были производства Германии, остальные — США и Великобритании.

### Широкий экран
- 1933 — Игра в любовь[нем.] / Liebelei — обер-лейтенант Тео Кайзер
- 1933 — Инге и миллионы[нем.] / Inge und die Millionen — Уолтер Бринк
- 1934 — Время цветения[англ.] / Blossom Time — граф Руди фон Хохенберг
- 1934 — Вечерня[англ.] / Evensong — граф Эренбург / эрцгерцог Теодор
- 1934 — Любовь побеждает всё[нем.] / Die Liebe siegt — Вилли Шнайдер
- 1935 — Приглашение на вальс[англ.] / Invitation to the Waltz — Карл
- 1938 — Утренний патруль / The Dawn Patrol — гауптман фон Мюллер
- 1939 — Гром на поверхности[англ.] / Thunder Afloat — капитан U-boat
- 1941 — Сержант Йорк / Sergeant York — немецкий майор
- 1941 — Закат[англ.] / Sundown — Жан Кюйпенс
- 1942 — Флот не подведёт[англ.] / The Navy Comes Through — Ричард «Голландец» Кронер
- 1942 — Семеро возлюбленных[англ.] / Seven Sweethearts — Карл Рэндэлл
- 1943 — Допуск на ошибку[англ.] / Margin for Error — барон Макс фон Альвенстор
- 1943 — Сначала приходит мужество[англ.] / First Comes Courage — майор Пол Дихтер
- 1944 — Адрес неизвестен[англ.] / Address Unknown — барон фон Фрейше
- 1944 — История доктора Васселля[англ.] / The Story of Dr. Wassell — лейтенант Дирк ван Дааль
- 1944 — Министерство страха / Ministry of Fear — Вилли Хильфе
- 1944 — Сопротивление вражескому допросу / Resisting Enemy Interrogation — майор фон Бен, комендант-нацист, специалист по допросам (документальный, учебный, пропагандистский; в титрах не указан)
- 1944 — Раса господ / The Master Race — старший лейтенант Андрей Крестов
- 1944 — Рискованный эксперимент / Experiment Perilous — Мэйтленд
- 1945 — Без любви / Without Love — Пол Каррелл
- 1945 — Её Высочество и посыльный[англ.] / Her Highness and the Bellboy — барон Золтан Фалуди
- 1946 — Человек-кот из Парижа[англ.] / The Catman of Paris — Шарль Ренье
- 1946 — Вернись, любовь моя[англ.] / Lover Come Back — Пол Миллард
- 1947 — Катастрофа: История женщины[англ.] / Smash-Up, the Story of a Woman — доктор Лоренс
- 1947 — Рабыня[англ.] / Slave Girl — Эль-Хамид
- 1948 — Идти преступным путём / Walk a Crooked Mile — доктор Риттер фон Столб
- 1950 — Ястреб пустыни[англ.] / The Desert Hawk — Кибар
- 1952 — Весь мир в его объятиях / The World in His Arms — князь Семён
- 1955 — Лола Монтес / Lola Montès — доктор
- 1958 — С Земли на Луну / From the Earth to the Moon — Жюль Верн
- 1959 — Гром на Солнце[англ.] / Thunder in the Sun — Андре Дофин
- 1962 — Гитлер / Hitler — фельдмаршал Вильгельм Кейтель
- 1965 — Моритури / Morituri — Буш
- 1966 — Агент для Х.А.Р.М.[англ.] / Agent for H.A.R.M. — профессор Жан Стефаник

### Телевидение
- 1952 — Театр звёзд Шлица[англ.] / Schlitz Playhouse of Stars — граф Борселли (в эпизоде A String of Beads)
- 1953 — Театр Форда[англ.] / Ford Theatre — Морис де Жекели (в эпизоде The Bet)
- 1955—1956 Видео-театр Lux[англ.] / Lux Video Theatre — разные роли (в 2 эпизодах)
- 1956 — Шайенн[англ.] / Cheyenne — полковник Пикард (в эпизоде Fury at Rio Hondo[англ.])
- 1957 — Кульминация![англ.] / Climax! — Пол Эренхарт (в эпизоде Bait for the Tiger)
- 1959 — Театр General Electric[англ.] / General Electric Theater — Николас Бетлен (в эпизоде Deed of Mercy)
- 1959 — Сансет-стрип, 77[англ.] / 77 Sunset Strip — Курт фон Паулюс (в эпизоде Out of the Past[англ.])
- 1960 — Alcoa представляет: Один шаг за…[англ.] / Alcoa Presents: One Step Beyond — Эмиль (в эпизоде The Lonely Room)
- 1961 — Маверик / Maverick — граф де Лиль (в эпизоде Diamond Flush[англ.])
- 1961 — Гавайский детектив[англ.] / Hawaiian Eye — фон Штубен (в эпизоде The Pretty People[англ.])
- 1963 — Поцелуй вампира / The Kiss of the Vampire — Антон (только в ТВ-версии в США)
- 1965 — Спасайся![англ.] / Run for Your Life — Отто Хильц (в эпизоде The Cold, Cold War of Paul Bryan)
- 1966 — Агенты А.Н.К.Л.[англ.] / The Man from U.N.C.L.E. — барон Фредди де Шассу (в эпизоде The Galatea Affair[англ.])
- 1967 — Гориллы Гаррисона[англ.] / Garrison's Gorillas — немецкий генерал (в эпизоде The Big Con)
- 1967 — Большая долина / The Big Valley — маркиз де Лакас (в эпизоде Explosion!: Part 1)
- 1970 — Римские приключения[англ.] / To Rome with Love — Курт (в эпизоде Beautiful People)
- 1970 — Вирджинец[англ.] / The Virginian — Алекс Хубер (в эпизоде Crooked Corner[англ.])
- 1972 — Мак-Миллан и жена[англ.] / McMillan & Wife — Цейс (в эпизоде Terror Times Two[англ.])
- 1977 — Братья Харди и Нэнси Дрю[англ.] / The Hardy Boys/Nancy Drew Mysteries — Колбе (в 2 эпизодах[англ.])